# Brouwerij Kees
Brouwerij Kees is een Nederlandse brouwerij van speciaalbier gevestigd op industrieterrein Arnestein in Middelburg. Het assortiment van de brouwerij wordt in Nederland verspreid via drie groothandels en is verkrijgbaar in supermarkten en slijterijen. Ongeveer de helft van de productie wordt geëxporteerd naar diverse landen, waaronder de Verenigde Staten, China, Rusland en Australië.

## Geschiedenis

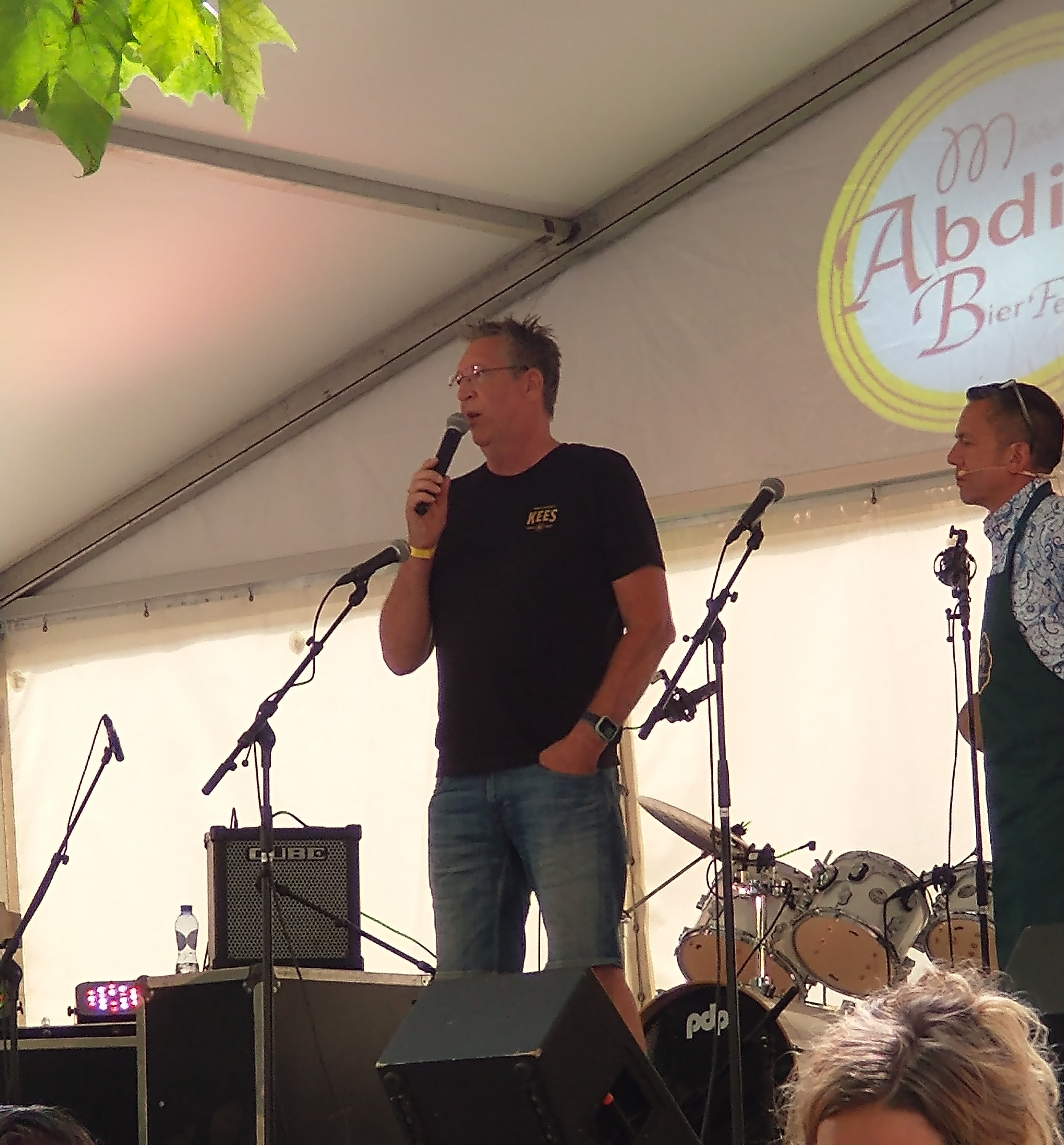
Kees Bubberman aan het woord bij de Middelburgse Abdij Bier Festival in 2021.

Kees Bubberman begon zijn brouwcarrière als amateur-brouwer in 1996, toen hij lid werd van de amateur-bierbrouwersvereniging de Deltabrouwers in Goes. Hij was oorspronkelijk opgeleid als chef-kok, maar ontwikkelde een passie voor bierbrouwen.
In 2007 werd Bubberman de brouwmeester van Brouwerij Emelisse in Kamperland. Na zeven jaar bij deze brouwerij te hebben gewerkt, richtte hij in 2015, met steun van investeerders en een succesvolle crowdfund-actie, Brouwerij Kees op in Middelburg.
In 2018 implementeerde de brouwerij een "canning line" en begon al haar bieren voortaan af te vullen in blik, waarmee het de eerste Nederlandse brouwerij werd die deze methode voor al haar bieren toepaste.
In 2021 tekenden de brouwerij een samenwerkingsovereenkomst met Multi Bier voor zowel de retailmarkt als de foodservice.
In juni 2024 lanceerde de brouwerij een tweede crowdfundingcampagne. Het opgehaalde bedrag zal worden gebruikt om onder meer de productiecapaciteit te vergroten, CO2-gebruik te verminderen door een stikstofgenerator aan te schaffen en te investeren in marketing en duurzame verpakkingen.

## Bieren
- Be Wise, alcoholarme weizen
- Caramel Fudge Stout, stout
- Double Haze, IPA
- Enjoy The Silence, quadrupel
- Export Porter 1750, porter
- Fresh & Spiky, IPA
- Hazy Sunrise, NEIPA
- It's A Blond, blond
- Mosaic Hop, IPA
- Zeeuwse Lust, weizen

### Samenwerkingen
Brouwerij Kees heeft samengewerkt met diverse andere brouwerijen, waaronder Bird Brewery, Moersleutel, Pühaste, Two Chefs Brewing, vandeStreek en Walhalla.
In augustus 2022 werkte de brouwerij samen met Paskal Jakobsen aan een speciaal bier genaamd EVA AVE ter promotie van zijn band Musketiers.

### Barrel Project

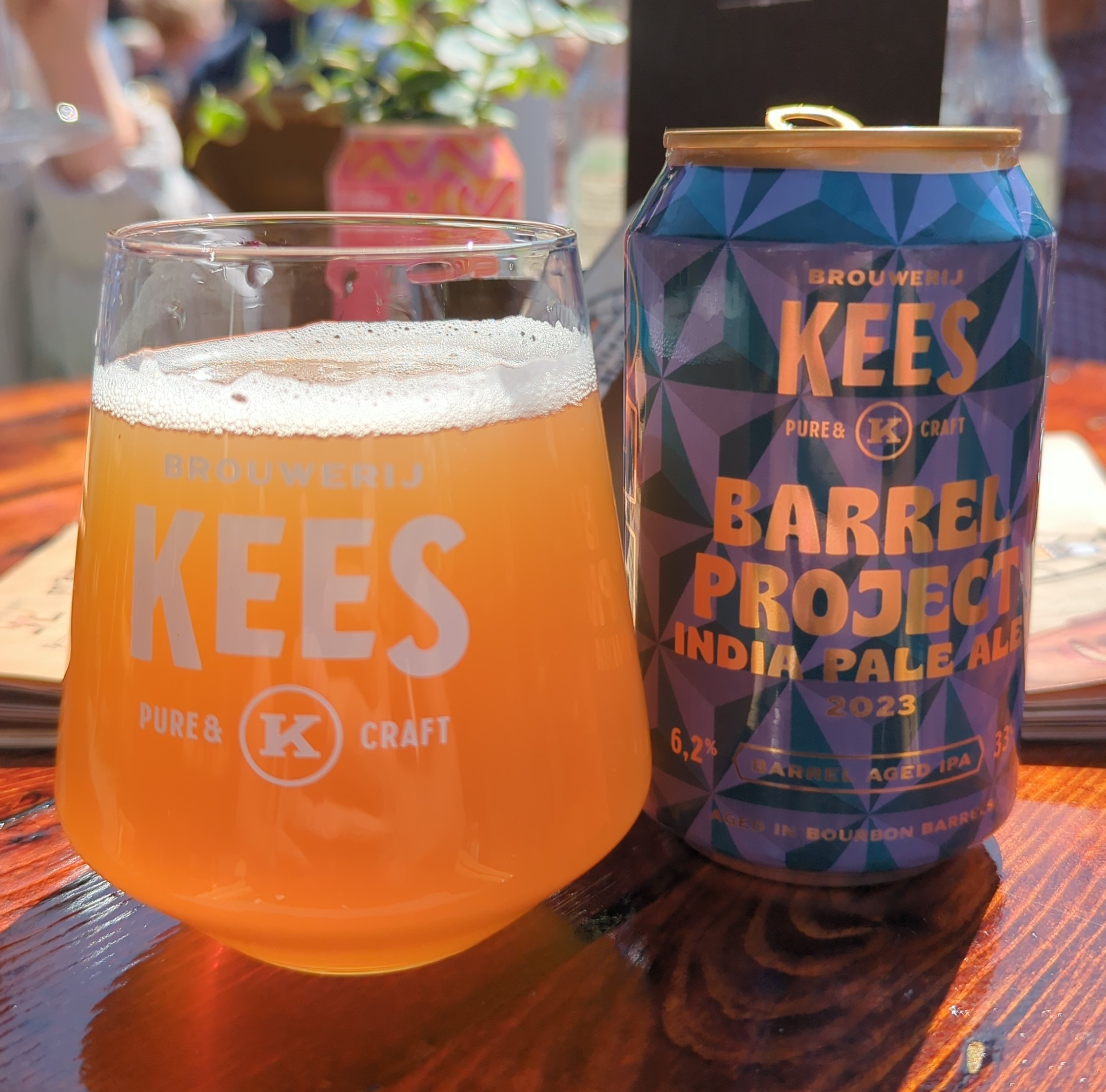
Een voorbeeld van een 'Barrel Project' van Brouwerij Kees; een vatgerijpte IPA.

Bubberman introduceerde bij brouwerij Emelisse de 'White Label Series' vatgerijpte bieren. Na het verlaten van het bedrijf, zette Bubberman zijn werk voort bij zijn eigen brouwerij onder de noemer 'Barrel Project'. Onder deze naam produceert hij jaarlijks ongeveer acht verschillende series vatgerijpte bieren. Elke variant van de 'Barrel Project'-serie wordt in beperkte oplage uitgebracht.

## Onderscheidingen
In 2018 werd de brouwerij opgenomen in de Top 100 brouwerijen van Ratebeer. In 2022 ontving Bubberman een Bier Arend voor zijn bijdrage aan de Nederlandse bierwereld. In 2023 won het bier Export Porter 1750 een gouden medaille tijdens de Dutch Beer Challenge in de categorie Donker Imperial Stout. In 2024 ontving de brouwerij brons in zowel de categorie Donker Imperial Stout als de categorie Speciaal (Meer dan 6 ABV) tijdens dezelfde wedstrijd.